# General Ignacio Pesqueira García International Airport
General Ignacio Pesqueira García International Airport är en flygplats i Mexiko.   Den ligger i kommunen Hermosillo och delstaten Sonora, i den nordvästra delen av landet, 1 600 km nordväst om huvudstaden Mexico City. General Ignacio Pesqueira García International Airport ligger 191 meter över havet.
Terrängen runt General Ignacio Pesqueira García International Airport är platt. Runt General Ignacio Pesqueira García International Airport är det ganska glesbefolkat, med 45 invånare per kvadratkilometer. Närmaste större samhälle är Hermosillo, 6,9 km öster om General Ignacio Pesqueira García International Airport. Runt General Ignacio Pesqueira García International Airport är det i huvudsak tätbebyggt.